# Station Montsoult - Maffliers
Station Montsoult - Maffliers is een spoorwegstation aan de spoorlijn Épinay-Villetaneuse - Le Tréport-Mers. Het ligt in de Franse gemeente Montsoult in het departement Val-d'Oise (Île-de-France).

## Geschiedenis
Het station is op 5 april 1877 geopend.

## Ligging
Het station ligt op kilometerpunt 24,386 van de spoorlijn Épinay-Villetaneuse - Le Tréport-Mers. Ook is het het beginpunt van de spoorlijn Montsoult-Maffliers - Luzarches

## Diensten
Het station wordt aangedaan door verschillende treinen van Transilien lijn H:
- Tussen Paris-Nord en Persan - Beaumont
- Tussen Paris-Nord en Luzarches

## Vorige en volgende stations
| Richting          | Vorig station      | Lijn    | Volgend station         | Richting   |
| ----------------- | ------------------ | ------- | ----------------------- | ---------- |
| Persan - Beaumont | Presles-Courcelles | Trans H | Bouffémont - Moisselles | Paris-Nord |
| Luzarches         | Villaines          | Trans H | Bouffémont - Moisselles | Paris-Nord |